# Renault 12
Der Renault 12 – kurz R12 genannt – ist ein frontgetriebenes Automodell der Mittelklasse. Von Herbst 1969 bis Anfang 1980 wurden in Frankreich mehr als 4,2 Millionen Fahrzeuge dieses Typs hergestellt, wobei Lizenzbauten des Modells noch bis 2004 vom Band liefen.

## Modellgeschichte

### Allgemeines
1964 begann die Entwicklung eines Autos, das robust und widerstandsfähig genug sein sollte, um auf den schlechten Straßen Nordafrikas eingesetzt werden zu können. Die ersten Prototypen hatten drei asymmetrisch angeordnete Frontscheinwerfer und das Reserverad auf dem Kofferraumdeckel.
Später sollte dieses Modell auch die Lücke zwischen den frontgetriebenen Modellen Renault 6 und Renault 16 schließen; die seit 1962 bzw. 1965 gebauten Heckmotormodelle R8 und R10 sollten nicht mehr lange gebaut werden und der Konstruktionstrend ging in Richtung Frontmotor. Die kompakte Vollheckbauweise, bei der Renault mit den Typen R4, R6 und R16 Pionierleistungen vollbrachte, wurde beim R12 nicht verfolgt. Im Gegenteil, die Stufenheck-Karosserie wies sogar recht lange Überhänge auf. So kommt es, dass der R12 trotz geringerer Innenraummaße eine größere Gesamtlänge aufweist als der R16.
Im Herbst 1969 kam der Renault 12 als Limousine auf den Markt. Die Basisversion hatte Scheibenbremsen vorne und Trommelbremsen hinten, aber keinen Bremskraftverstärker. Im Gegensatz zu den Modellen R4 und R16 besaß der R12 eine starre Hinterachse, die mit gezogenen Längslenkern und einem zentralen Führungsdreieck geführt wurde. Anstatt der Drehstabfederung des R16 hatte der R12 an beiden Achsen Schraubenfederung sowie jeweils einen Querstabilisator. Die Lenkung war als Zahnstangenlenkung ausgebildet. Der Motor basierte auf dem Konzept, das bereits in der Dauphine Verwendung fand. Somit war er zwar ausgereift, aber mit Nockenwelle im Zylinderblock statt im Zylinderkopf nicht mehr auf der Höhe der Zeit.
Im Sommer 1970 wurde die Palette durch den Kombi erweitert, der in Deutschland unter der Bezeichnung „Variable“ und in Frankreich als „Break“ geführt wurde. Auf dem heimischen Markt gab es außerdem Behörden- bzw. Transporterausführungen, die je nach Ausführung teilweise ohne hintere Türen, ab der B-Säule ohne seitliche Verglasung und/oder ohne Rücksitzbank geliefert wurden. Diese Modelle waren – wie in der Renault-Nomenklatur üblich – „Société“ benannt.
Ab Anfang 1971 war der „unauffällige Musterknabe“, wie der R12 von der Zeitschrift auto motor und sport damals bezeichnet wurde, als sportliche Variante „Gordini“ erhältlich. Dessen Motor basierte auf dem des R16 TS und wurde auf 113 PS gebracht, und es wurde ein 5-Gang-Getriebe eingebaut. Am Fahrwerk wurde vor allem die Bremsanlage modifiziert, hier gab es am Gordini rundum Scheibenbremsen mit Servomotor und Bremskraftregler. In Frankreich ersetzte damit das „Coupé R12G“ das bisherige, beliebte „Coupé R8G“ für Einsteiger in den Motorsport.
Der R12 war auch die technische Basis für die beiden von ihm abgeleiteten Coupé-Versionen Renault 15 und Renault 17. Beide Modelle wurden zwischen Juli 1971 und August 1979 gefertigt.

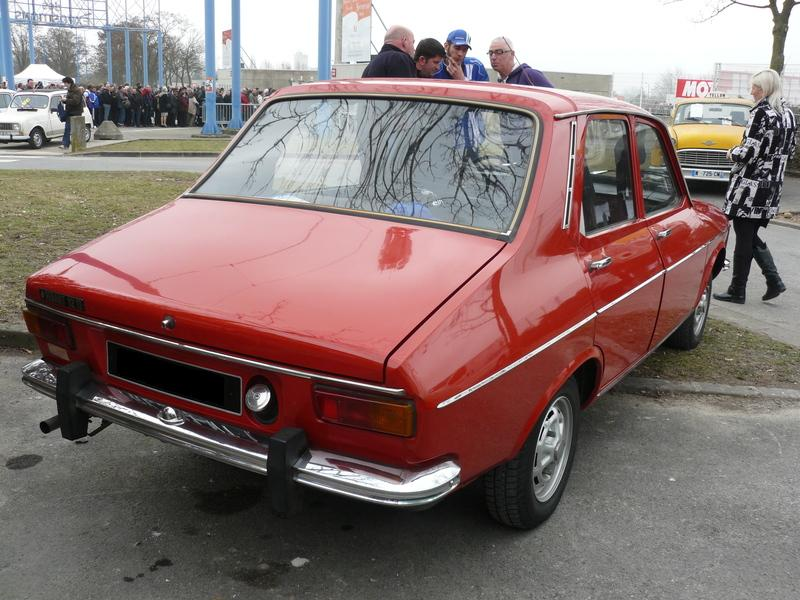
Heckansicht
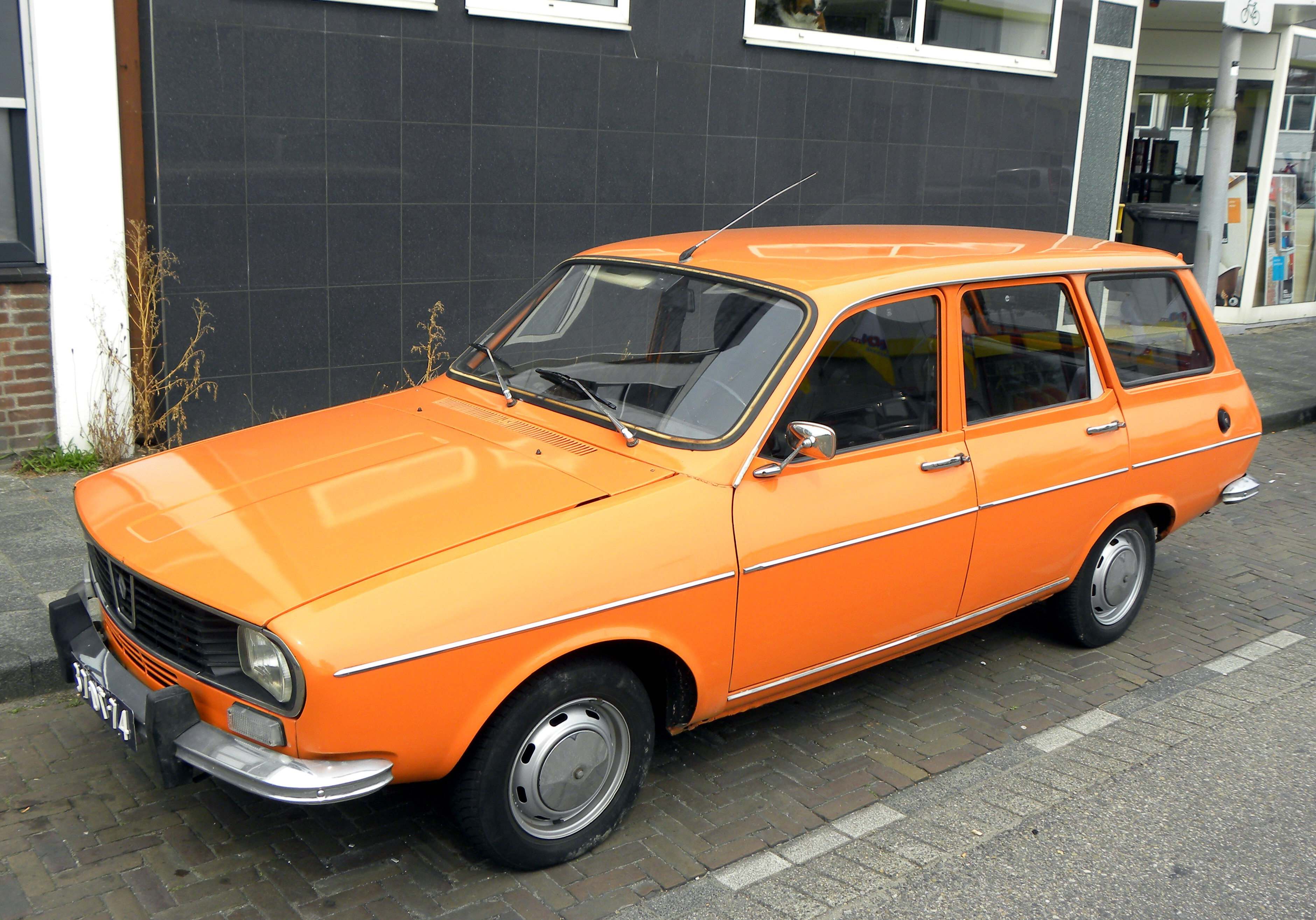
Renault 12 Variable (1970–1975)
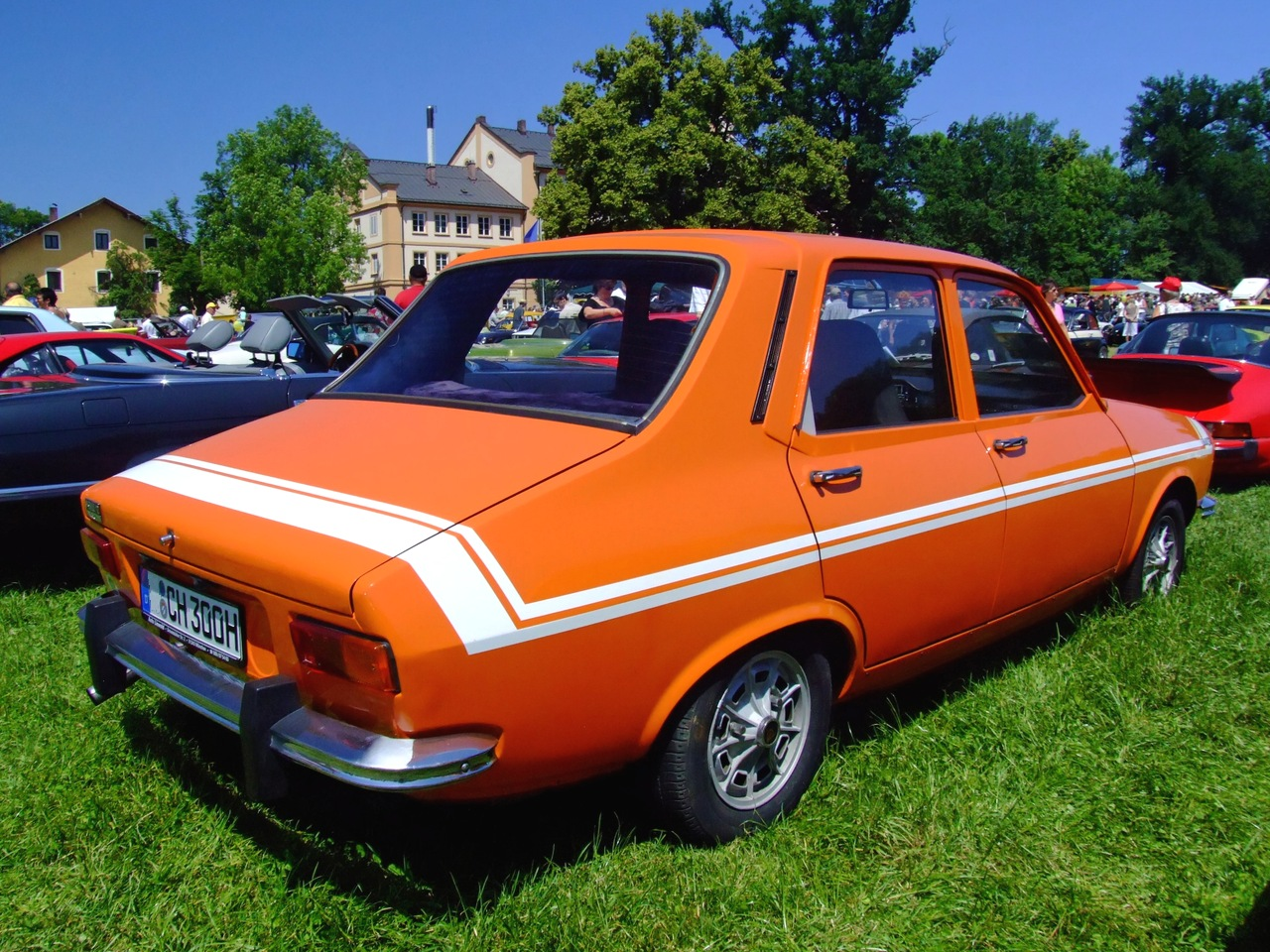
Renault 12 Gordini (1971–1974)

### Modellpflege
Im August 1975 wurde eine überarbeitete Ausführung eingeführt, mit neu gestalteten Stoßfängern, Scheinwerfern und Rückleuchten sowie mit einem neuen Armaturenbrett (nicht im R12 L). Die in Spanien von FASA (Fabricación de Automóviles S.A.) bis zur Übernahme durch Renault France hergestellten Lizenz-Versionen des R12 TS sowie teilweise Modelle für andere Exportmärkte waren mit Doppelscheinwerfern ausgerüstet.
Im Frühjahr 1979 wurde der Vertrieb des R12 nach Deutschland zugunsten des im Vorjahr eingeführten Nachfolgemodells Renault 18 eingestellt. Die Produktion in Frankreich endete im Januar 1980.

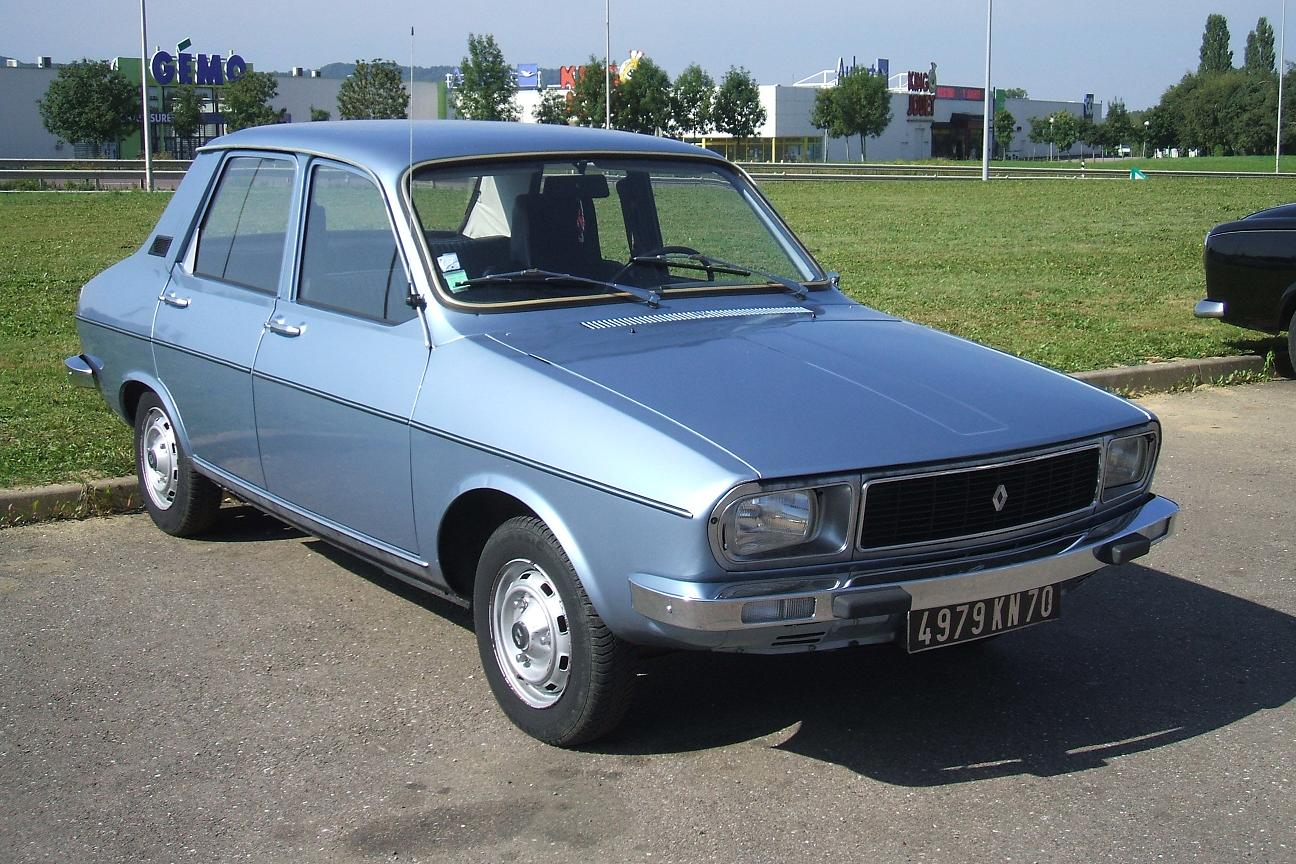
Renault 12 (1975–1980)
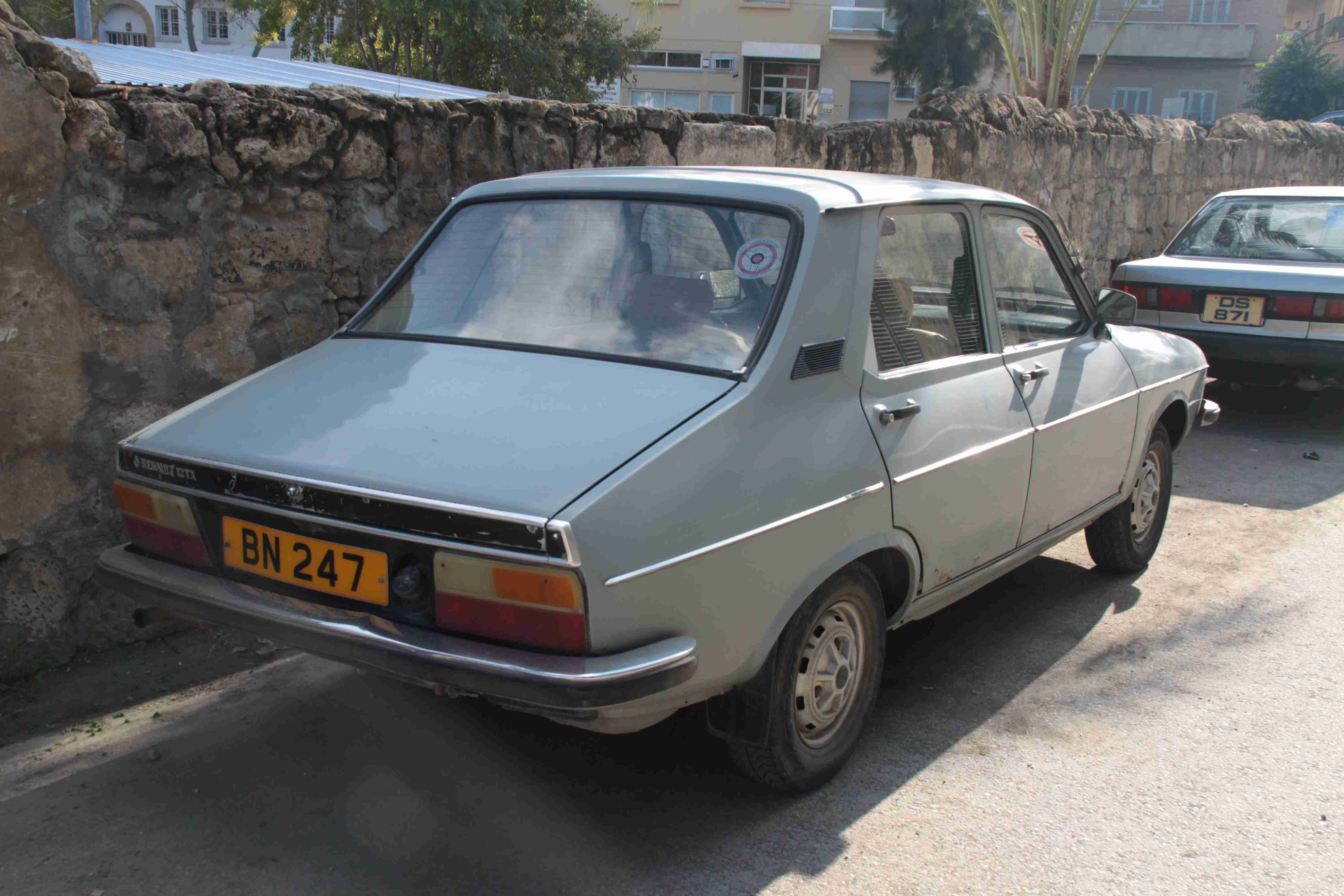
Heckansicht
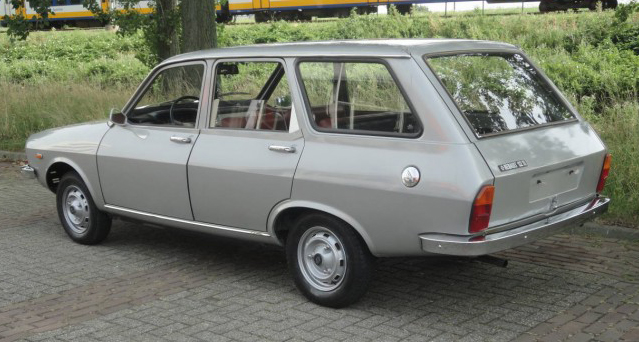
Renault 12 Variable (1975–1980)
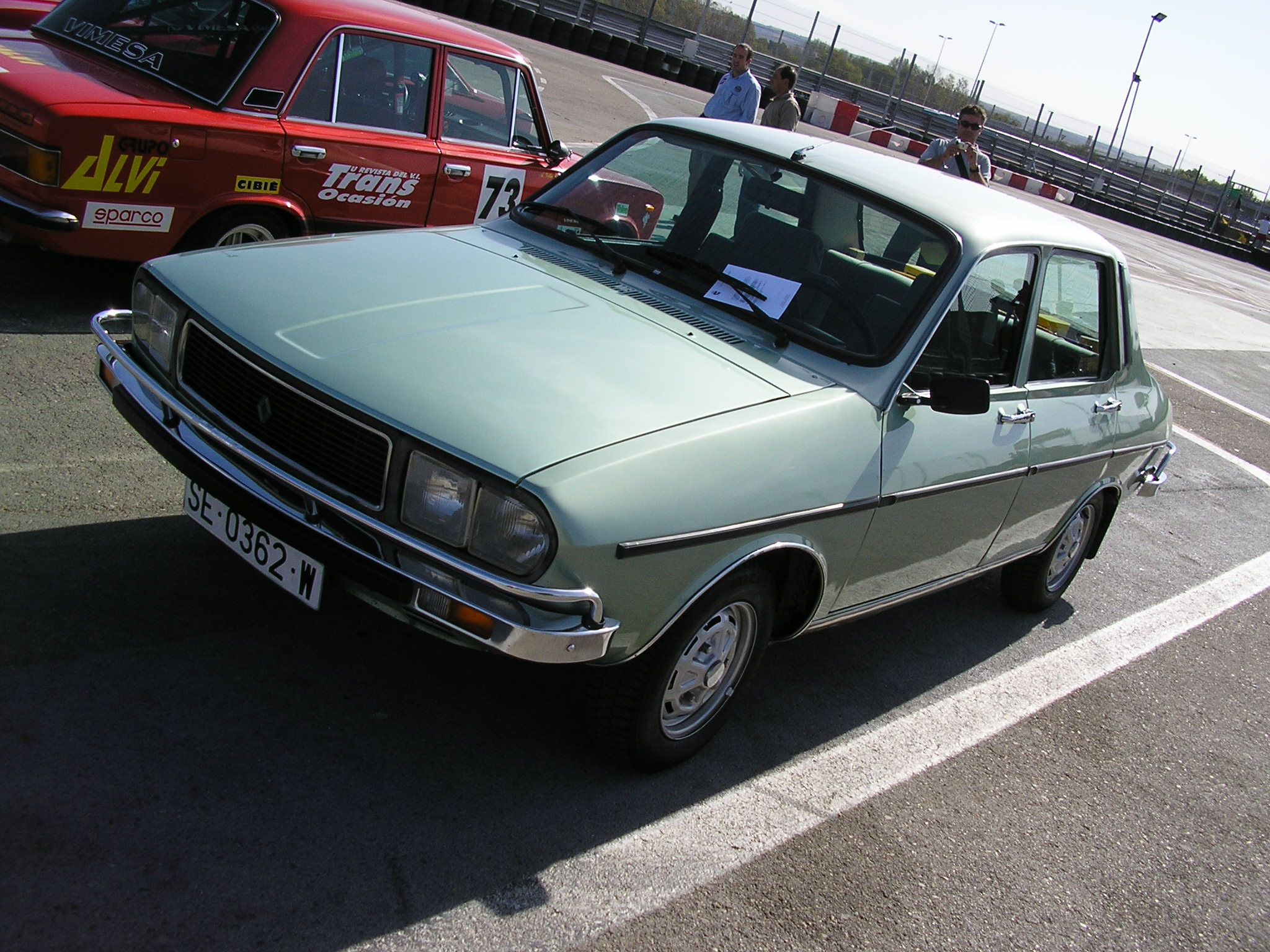
Renault 12 TS

## Motoren und Fahrleistungen
| Typ              | Bauzeitraum     | Codenummer | Hubraum  | Leistung       | Höchstgeschwindigkeit |
| ---------------- | --------------- | ---------- | -------- | -------------- | --------------------- |
| R12/L/TL         | 10.1969–07.1975 | R 1170     | 1289 cm³ | 40 kW (54 PS)  | 142 km/h              |
| R12 Gordini      | 08.1970–12.1974 | R 1173     | 1565 cm³ | 83 kW (113 PS) | 185 km/h              |
| R12 TS           | 08.1972–07.1975 | R 1177     | 1289 cm³ | 44 kW (60 PS)  | 150 km/h              |
| R12 TR Automatic | 01.1974–07.1975 | R 1177     | 1289 cm³ | 44 kW (60 PS)  | 145 km/h              |
| R12/L/TL         | 08.1975–01.1980 | R 1170     | 1289 cm³ | 37 kW (50 PS)  | 140 km/h              |
| R12 TS           | 08.1975–01.1980 | R 1177     | 1289 cm³ | 44 kW (60 PS)  | 150 km/h              |
| R12 Automatic    | 08.1975–01.1980 | R 1177     | 1289 cm³ | 44 kW (60 PS)  | 145 km/h              |

## R12 in Australien
1970 kam der Renault 12 in Australien auf den Markt. Er wurde von Renault Australia in Melbourne (Stadtteil Heidelberg) produziert. 1978 änderte man die Modellbezeichnung in Renault Virage, und im Rahmen dessen wurde die Karosserie leicht überarbeitet. Die Produktion endete, wie in Frankreich, Anfang des Jahres 1980.

## Lizenzbauten

### Dacia
Der Renault 12 wurde mehr oder weniger unverändert von 1969 bis 2004 in Rumänien, bei Dacia in Pitești, als Dacia 1300 (ab 1979: Dacia 1310/1410) hergestellt. Nach 35 Jahren Produktionszeit liefen Ende 2004 die letzten Exemplare, eine Limousine 1310 und ein Kombi 1310, von den Produktionsbändern in Pitești, die heute im rumänischen Automobilmuseum stehen. Insgesamt wurden 1.959.730 Exemplare gefertigt. Nachfolger ist der Dacia Nova.
Eine Besonderheit des Dacia 1300 war, dass er, genau wie der Ford Corcel (s. u.), bereits vor der offiziellen Premiere des R12 gefertigt wurde.
Dacia produzierte von 1975 bis Ende 2006 auch Pickup-Varianten, die es vom Renault R12 nicht gab (siehe hierzu Dacia Pick-Up).

### Industrija Motornih Vozil
In den Jahren 1974 bis 1977 wurden bei Industrija Motornih Vozil (IMV) in Slowenien 7278 Stück des Renault 12 produziert.

### Toros
Auch in der Türkei wurde der Renault 12 in Lizenz gefertigt und dort von Oyak-Renault zwischen 1971 und 1989 als Renault 12 und anschließend bis 2000 als Renault 12 Toros produziert.

### Ford Corcel
Ford Brasilien übernahm im Jahr 1968 die Firma Willys-Overland, die zuvor mit Renault zusammengearbeitet und vor Ort die Modelle Dauphine und Gordini in Lizenz produziert hatte. Ford übernahm damit auch das Projekt einer abgewandelten Version des sich gleichzeitig in Entwicklung befindenden R12. Ford entwickelte den Wagen weiter und vertrieb ihn dann unter der Bezeichnung Ford Corcel.

## Trivia
- Im dokumentarischen Roadmovie Renault 12 schildert der Filmemacher Mohamed El Khatik eine Reise von der französischen Stadt Orléans nach Tanger in Marokko in einem R12, der in den 1970er Jahren als typisches Transportmittel von Marokkanern galt.[4]
- 2021 hatte ein Renault 12 Gordini einen Kinoauftritt in dem französischen Film OSS 117 – Liebesgrüße aus Afrika, in dem er von Jean Dujardin in der Rolle des Geheimagenten Hubert Bonnisseur de la Bath (OSS 117) gefahren wird.[5]